# Choiza
Choi Jae-ho (em coreano: 최재호; nascido em 7 de março de 1980), mais conhecido pelo seu nome artístico Choiza (em coreano: 최자), é um rapper sul-coreano. Ele e Gaeko compõem o duo de hip hop Dynamic Duo, que subiu para a fama após o lançamento de seu álbum de estreia "Taxi Driver" em 2004.

## Vida pessoal
Em agosto de 2014, Choiza reconheceu publicamente o seu relacionamento com Sulli (ex-integrante do F(X)). Isto também foi confirmado por Amoeba Culture em um comunicado de imprensa.
Em 6 de março de 2017, foi confirmado pela SM Entertainment que Sulli e Choiza tinham terminado o namoro em bons termos.

## Filmografia

### Show de variedades
| Ano  | Título          | Rede | Notas                               |
| ---- | --------------- | ---- | ----------------------------------- |
| 2015 | Hello Counselor | KBS2 | Convidado (com Gaeko), Episódio 250 |